# Nuoto ai campionati europei di nuoto 2014 - 200 metri rana femminili
La gara dei 200 metri rana femminili degli Europei 2014 si è svolta il 21-22 agosto. Le qualifiche per la semifinale si sono svolte la mattina del 21 agosto 2014, mentre la semifinale si è svolta la sera dello stesso giorno. La finale, invece, si è svolta la sera del 22 agosto 2014.

## Medaglie
| Posizione | Atleta                | Paese       |
| --------- | --------------------- | ----------- |
| Oro       | Rikke Møller Pedersen | Danimarca   |
| Argento   | Molly Renshaw         | Regno Unito |
| Bronzo    | Jessica Vall          | Spagna      |

## Record
Prima della manifestazione il record del mondo (RM), il record europeo (EU) e il record dei campionati (RC) erano i seguenti.
| Record mondiale       | 2'19"11 | Rikke Møller Pedersen Danimarca | 28 luglio 2013 Barcellona, Spagna |
| Record europeo        | 2'19"11 | Rikke Møller Pedersen Danimarca | 28 luglio 2013 Barcellona, Spagna |
| Record dei campionati | 2'23"50 | Anastasia Chaun Russia          | 13 agosto 2010 Budapest, Ungheria |

Durante la competizione sono stati migliorati i seguenti record:
| Data      | Evento        | Atleta                | Nazione   | Tempo   | Record                |
| --------- | ------------- | --------------------- | --------- | ------- | --------------------- |
| 21 agosto | 1ª semifinale | Rikke Møller Pedersen | Danimarca | 2'22"32 | Record dei campionati |
| 22 agosto | Finale        | Rikke Møller Pedersen | Danimarca | 2'19"84 | Record dei campionati |

## Risultati

### Batterie
| Pos. | Batteria | Corsia | Atleta                    | Nazionalità | Tempo   | Note |
| ---- | -------- | ------ | ------------------------- | ----------- | ------- | ---- |
| 1    | 2        | 5      | Vitalina Simonova         | Russia      | 2'25"46 | Q    |
| 2    | 3        | 4      | Marina García Urzainqui   | Spagna      | 2'25"69 | Q    |
| 3    | 2        | 4      | Jessica Vall              | Spagna      | 2'26"80 | Q    |
| 4    | 3        | 3      | Giulia De Ascentis        | Italia      | 2'26"88 | Q    |
| 5    | 2        | 6      | Fanny Lecluyse            | Belgio      | 2'27"38 | Q    |
| 6    | 4        | 4      | Rikke Møller Pedersen     | Danimarca   | 2'27"42 | Q    |
| 7    | 3        | 5      | Molly Renshaw             | Regno Unito | 2'27"49 | Q    |
| 8    | 2        | 3      | Vanessa Grimberg          | Germania    | 2'27"56 | Q    |
| 9    | 4        | 6      | Maria Astashkina          | Russia      | 2'27"95 | Q    |
| 10   | 3        | 2      | Hrafnhildur Lúthersdóttir | Islanda     | 2'28"07 | Q    |
| 11   | 2        | 2      | Martina Moravčíková       | Rep. Ceca   | 2'28"37 | Q    |
| 12   | 4        | 3      | Elisa Celli               | Italia      | 2'28"59 | Q    |
| 13   | 4        | 1      | Coralie Dobral            | Francia     | 2'29"12 | Q    |
| 14   | 3        | 0      | Tanja Šmid                | Slovenia    | 2'30"29 | Q    |
| 15   | 4        | 2      | Jenna Laukkanen           | Finlandia   | 2'30"74 | Q    |
| 16   | 4        | 8      | Olga Tovstogan            | Ucraina     | 2'30"77 | Q    |
| 17   | 3        | 8      | Jessica Eriksson          | Svezia      | 2'31"11 |      |
| 18   | 1        | 5      | Alona Ribakova            | Lettonia    | 2'31"52 |      |
| 19   | 2        | 7      | Petra Chocová             | Rep. Ceca   | 2'31"62 |      |
| 20   | 1        | 4      | Victoria Kaminskaya       | Portogallo  | 2'31"67 |      |
| 21   | 2        | 1      | Sycerika McMahon          | Irlanda     | 2'31"81 |      |
| 22   | 4        | 9      | Anastasia Korotkov        | Israele     | 2'32"05 |      |
| 23   | 3        | 7      | Fiona Doyle               | Irlanda     | 2'32"23 |      |
| 24   | 2        | 0      | Tjaša Vozel               | Slovenia    | 2'32"59 |      |
| 25   | 3        | 1      | Stina Colleou             | Norvegia    | 2'33"03 |      |
| 26   | 2        | 8      | Ana Radič                 | Croazia     | 2'33"40 |      |
| 27   | 2        | 9      | Vilma Ekström             | Svezia      | 2'34"67 |      |
| 28   | 3        | 9      | Fantine Lesaffre          | Francia     | 2'34"79 |      |
| 29   | 1        | 3      | Maria Romanjuk            | Estonia     | 2'34"89 |      |
| 30   | 4        | 7      | Lisa Zaiser               | Austria     | 2'35"78 |      |
| 31   | 4        | 0      | Jovana Bogdanović         | Serbia      | 2'37"79 |      |
| 32   | 1        | 6      | Andrea Podmaníková        | Slovacchia  | 2'39"89 |      |
| 33   | 1        | 2      | Alina Bulmag              | Moldavia    | 2'41"04 |      |
| —    | 3        | 6      | Joline Höstman            | Svezia      |         | DNS  |
| —    | 4        | 5      | Sophie Taylor             | Regno Unito |         | DNS  |

### Semifinali

#### Semifinali 1
| Pos. | Corsia | Atleta                    | Nazionalità | Tempo   | Note |
| ---- | ------ | ------------------------- | ----------- | ------- | ---- |
| 1    | 3      | Rikke Møller Pedersen     | Danimarca   | 2'22"32 | Q,   |
| 2    | 4      | Marina García Urzainqui   | Spagna      | 2'24"87 | Q    |
| 3    | 5      | Giulia De Ascentis        | Italia      | 2'26"34 | Q    |
| 4    | 7      | Elisa Celli               | Italia      | 2'26"87 |      |
| 5    | 6      | Vanessa Grimberg          | Germania    | 2'27"01 |      |
| 6    | 2      | Hrafnhildur Lúthersdóttir | Islanda     | 2'28"72 |      |
| 7    | 8      | Olga Tovstogan            | Ucraina     | 2'30"55 |      |
| 8    | 1      | Tanja Šmid                | Slovenia    | 2'31"15 |      |

#### Semifinali 2
| Pos. | Corsia | Atleta              | Nazionalità | Tempo   | Note |
| ---- | ------ | ------------------- | ----------- | ------- | ---- |
| 1    | 4      | Vitalina Simonova   | Russia      | 2'23"35 | Q    |
| 2    | 5      | Jessica Vall        | Spagna      | 2'24"78 | Q    |
| 3    | 6      | Molly Renshaw       | Regno Unito | 2'25"55 | Q    |
| 4    | 2      | Maria Astashkina    | Russia      | 2'26"14 | Q    |
| 5    | 3      | Fanny Lecluyse      | Belgio      | 2'26"26 | Q    |
| 6    | 7      | Martina Moravčíková | Rep. Ceca   | 2'27"75 |      |
| 7    | 1      | Coralie Dobral      | Francia     | 2'29"11 |      |
| 8    | 8      | Jenna Laukkanen     | Finlandia   | 2'31"29 |      |

### Finale
| Pos. | Corsia | Atleta                  | Nazionalità | Tempo   | Note                  |
| ---- | ------ | ----------------------- | ----------- | ------- | --------------------- |
|      | 4      | Rikke Møller Pedersen   | Danimarca   | 2'19"84 | Record dei campionati |
|      | 2      | Molly Renshaw           | Regno Unito | 2'23"82 |                       |
|      | 3      | Jessica Vall            | Spagna      | 2'24"08 |                       |
| 4    | 5      | Vitalina Simonova       | Russia      | 2'24"87 |                       |
| 5    | 6      | Marina García Urzainqui | Spagna      | 2'24"96 |                       |
| 6    | 7      | Maria Astashkina        | Russia      | 2'25"07 |                       |
| 7    | 8      | Giulia De Ascentis      | Italia      | 2'26"71 |                       |
| 8    | 1      | Fanny Lecluyse          | Belgio      | 2'28"38 |                       |